# Jaroslav Kučera
Pour les articles homonymes, voir Kučera.
Jaroslav Kučera, né à Prague le 6 août 1929 et mort dans cette ville le 14 janvier 1991 , est un directeur de la photographie et acteur tchécoslovaque.

## Biographie
Jaroslav Kučera étudie à la FAMU de 1948 à 1952 et en sort diplômé en 1952. Il filme plusieurs films documentaires, puis est engagé comme directeur de la photographie en 1957 aux Studios Barrandov à Prague auprès desquels il travaille jusqu'en 1985. Il filme encore quelques films, téléfilms et séries télévisées.
En tant que directeur de la photographie, Jaroslav Kučera est principalement connu pour Les Petites Marguerites (Sedmikrásky) (1966), Adela Jeste nevecerela (1978) et Les Diamants de la nuit (1964).
Il était marié à la réalisatrice Věra Chytilová avec qui il a un fils, Štěpán (cs), lui aussi directeur de la photographie.

## Filmographie partielle

### Comme directeur de la photographie
- 1958 : Laterna magika II (comme opérateur)
- 1963 : Le Premier Cri (Křik) de Jaromil Jireš
- 1963 : Un jour un chat
- 1964 : Les Diamants de la nuit (Démanty noci) de Jan Němec
- 1966 : Les Petites Marguerites (Sedmikrásky)
- 1969 : Chronique morave
- 1970 : Le Fruit de paradis (Ovoce stromu rajských jíme de Věra Chytilová
- 1972 : Morgiana
- 1977 : Adèle n'a pas encore dîné

### Comme acteur
- 1966 : Les Petites Marguerites (Sedmikrásky)

## Prix et distinctions
- 1978 : Meilleure photographie au Festival international du film de Catalogne pour Adèle n'a pas encore dîné